# Кевін Сорбо
Кевін Девід Сорбо (англ. Kevin David Sorbo; нар. 24 вересня 1958) — американський актор, відомий за ролями Геркулеса і Ділана Ганта у телесеріалах «Геркулес: Легендарні подорожі» та «Андромеда». Знімався у фільмах «Кулл-завойовник», «Знайомство зі спартанцями», «Бог не помер».

## Біографія

### Юність
Сорбо народився у місті Маунд, штат Міннесота у сім'ї медсестри Ардіс Сорбо та вчителя математики з біологією Лінна Сорбо. Кевін є нащадком норвезьких емігрантів та послідовником лютеранської гілки християнства. Він завершив Моргедський університет, а у 1980-х роках розпочав кар'єру моделі у друкованих засобах інформації та на телебаченні.

### Кар'єра
Акторська кар'єра Кевіна Сорбо розпочалася наприкінці 1980-х років у епізодичних ролях у деяких телевізійних шоу. Наприклад, він з'являвся в епізодичній ролі рознощика піци у серіалі «Санта Барбара». Він також розглядався на роль Супермена у телесеріалі Луїс і Кларк: Нові пригоди Супермена та претендував на образ Фокса Малдера у Секретних матеріалах, яку отримав Девід Духовний.
У 1994 році, завдяки ролі Геркулеса у телевізійному фільмі Геркулес та амазонки, він став знаменитим. Це була перша пілотна серія телевізійних фільмів, які згодом складуть серіал Геркулес, який показувався на телебаченні з 1995 до 1999 року. Цей телесеріал мав величезний рейтинг у багатьох країнах і став одним із найпопулярніших серіалів за всю телевізійну історію. Сорбо також був запрошеною зіркою у деяких серіях Ксена: принцеса-воїн та озвучував стрічку Геркулес та Ксена — Анімаційний фільм: Битва за гору Олімп, яка вийшла у 1998 році. На широкому екрані дебют актора стався у фільмі Кул Завойовник (1997).
Після завершення телесеріалу Геркулес, Кевін отримав роль капітана Ділана Ганта у науково-фантастичному телевізійному серіалі Андромеда, який транслювався з 2000 по 2005 рік. У 2006 році зіграв невелику роль у завершальному сезоні проекту Чужа сім'я та був запрошеною зіркою у сіткомі Два з половиною чоловіки. У 2007-му став головним героєм фільму Широко крокуючи 3: Правосуддя одинака, який є сиквелом фільму Широко крокуючи 2004 року випуску. Це було продовження сюжетної лінії попереднього фільму Широко крокуючи 2: Розплата, який вийшов на 12 місяців раніше. У 2008 році Кевін зіграв у популярному пародійному фільмі Знайомство зі спартанцями.

## Особисте життя
Одружений з акторкою Сем Джекінс. Перша дитина, Брєдон Купер Сорбо, народилася 22 серпня 2001 року. Друга дитина, Шейн Гєкен Сорбо, народилася 31 березня 2004 року. Третя дитина, Октавія Флін Сорбо, народилась 16 жовтня 2005 року.
У серпні 2022 року виступив проти фінансової підтримки України у час російського вторгнення.

## Фільмографія

### Зіркові ролі
| Рік       |    | Українська назва                      | Оригінальна назва | Роль                  |
| --------- | -- | ------------------------------------- | ----------------- | --------------------- |
| 1994      | тф | Геркулес та амазонки                  |                   | Геркулес              |
| 1994      | тф | Геркулес та загублене королівство     |                   | Геркулес              |
| 1994      | тф | Геркулес та вогняне коло              |                   | Геркулес              |
| 1994      | тф | Геркулес у підземному царстві         |                   | Геркулес              |
| 1994      | тф | Геркулес у лабіринті Мінотавра        |                   | Геркулес              |
| 1995—1999 | с  | «Геркулес»                            |                   | Геркулес              |
| 1997      | ф  | Кулл-завойовник                       |                   | Кулл                  |
| 1998      | мф | Геркулес і Ксена: Битва за Олімп      |                   | Геркулес (голос)      |
| 2000—2005 | с  | «Андромеда»                           |                   | Капітан Ділан Гант    |
| 2004      | ф  | Clipping Adam                         |                   | тато Ден              |
| 2006      | ф  | Широко крокуючи 2: Розплата           |                   | Нік Прескотт          |
| 2007      | ф  | Широко крокуючи 3: Правосуддя одинака |                   | Нік Прескотт          |
| 2007      | ф  | Гнів землі                            |                   | Батько Дуглас Мідлтон |
| 2007      | ф  | Avenging Angel                        |                   | Проповідник           |
| 2007      | ф  | Last Chance Café                      |                   | Шанс Култер           |
| 2008      | ф  | Fire From Below                       |                   | Невідомий персонаж    |
| 2008      | ф  | Знайомство зі спартанцями             |                   | Капітан               |
| 2008      | ф  | Prairie Fever                         |                   | Престон Біггс         |
| 2008      | ф  | An American Carol                     |                   |                       |
| 2008      | ф  | Never Cry Werewolf                    |                   |                       |
| 2010      | ф  | Парадокс                              |                   |                       |
| 2016      | ф  | Міфіка: Некромант                     |                   | Годжун Пай            |

### Продюсер
| Рік  | Назва        | Посада              | Примітки              |
| 2001 | «Андромеда»  | Виконавчий продюсер | ТБ серіал (2001—2005) |
| 2012 | Дорога надії | художній фільм      |                       |